# Pedicularis recutita
La pedicolare alata (nome scientifico Pedicularis recutita L., 1753)  è una pianta parassita appartenente alla famiglia delle Orobanchaceae.

## Etimologia
Il nome generico (Pedicularis) deriva da un termine latino che significa "pidocchio" e si riferisce alla convinzione che il consumo di queste piante favorisca le infestazioni di pidocchi sul bestiame al pascolo; altri giustificano l'etimologia del nome del genere all'opposto, ossia in quanto si pensa che queste piante liberino la testa dai pidocchi. L'epiteto specifico (recutita) deriva dal latino "recutitum" e significa "circonciso" o più in generale  "sbucciato, scorticato, troncato" e potrebbe far riferimento all'aspetto delle parti apicali riflesse dei fiori.
Il binomio scientifico della pianta di questa voce è stato proposto da Carl von Linné (1707 – 1778) biologo e scrittore svedese, considerato il padre della moderna classificazione scientifica degli organismi viventi, nella pubblicazione "Species Plantarum - 2: 608. 1753" del 1753.

## Descrizione

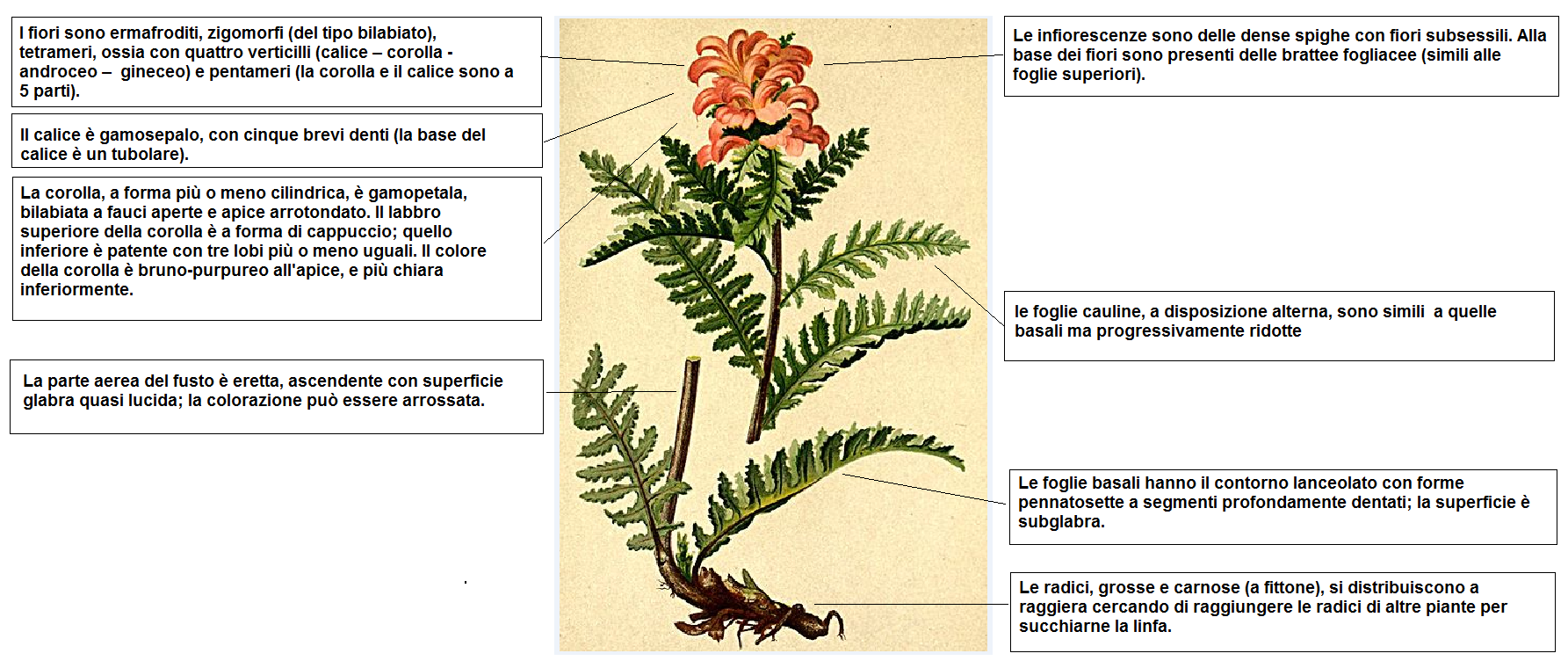
Descrizione delle parti della pianta

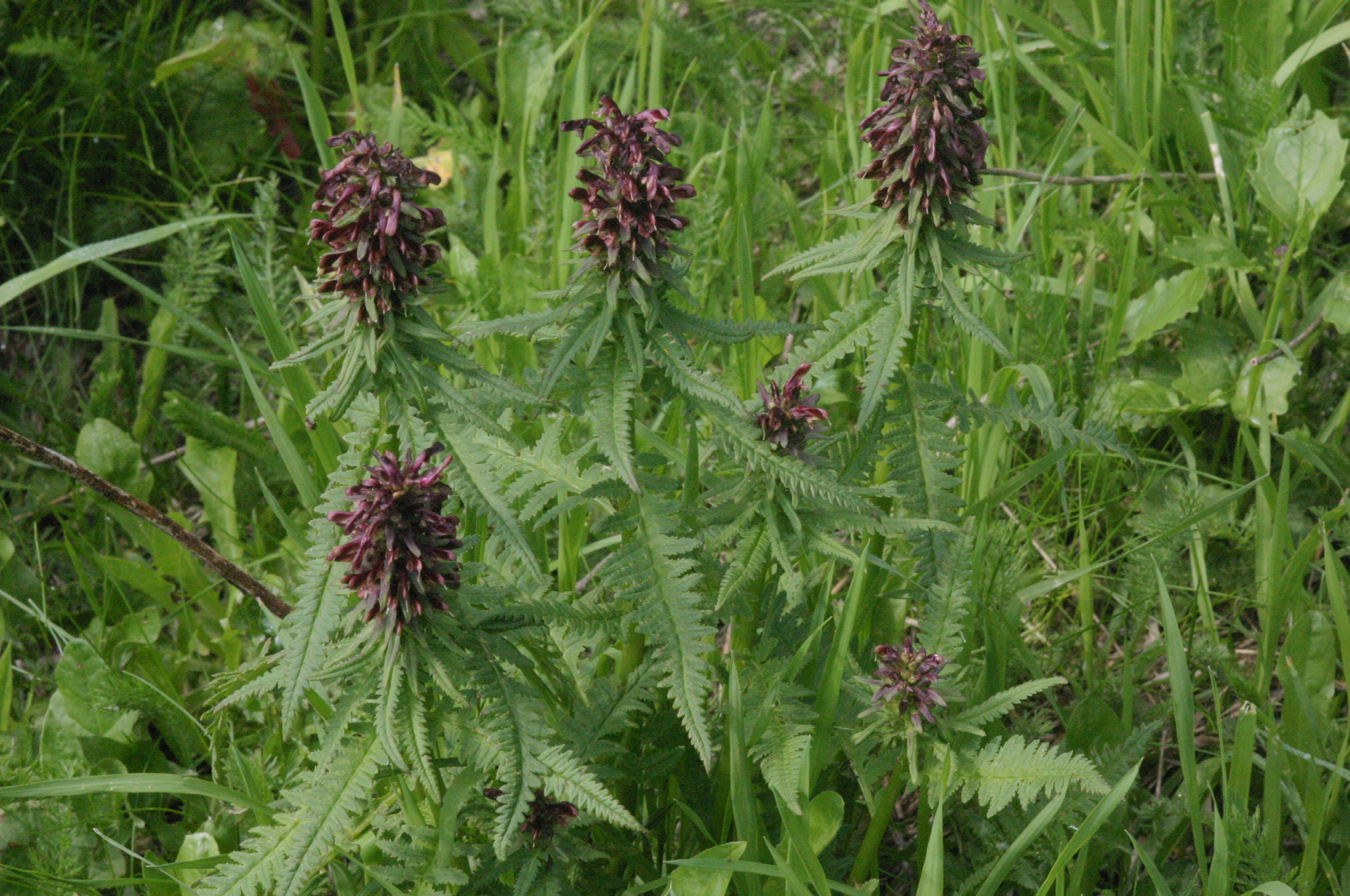
Habitat e habitus

Queste piante sono alte da 20 a 50 cm. La forma biologica è emicriptofita scaposa (H scap), ossia in generale sono piante erbacee, a ciclo biologico perenne, con gemme svernanti al livello del suolo e protette dalla lettiera o dalla neve e sono dotate di un asse fiorale eretto e spesso privo di foglie. Sono inoltre piante parassite: le radici mostrano organi specifici per nutrirsi della linfa di altre piante.

### Radici
Le radici, grosse e carnose (a fittone), si distribuiscono a raggiera cercando di raggiungere le radici di altre piante per succhiarne la linfa.

### Fusto
La parte aerea del fusto è eretta, ascendente con superficie glabra quasi lucida; la colorazione può essere arrossata.

### Foglie
Le foglie si dividono in basali e cauline. Quelle basali hanno il contorno lanceolato con forme pennatosette a segmenti profondamente dentati; la superficie è subglabra. Quelle cauline, a disposizione alterna, sono simili ma progressivamente ridotte. Dimensione delle foglie basali: larghezza 1 cm; lunghezza 8 – 10 cm.

### Infiorescenza

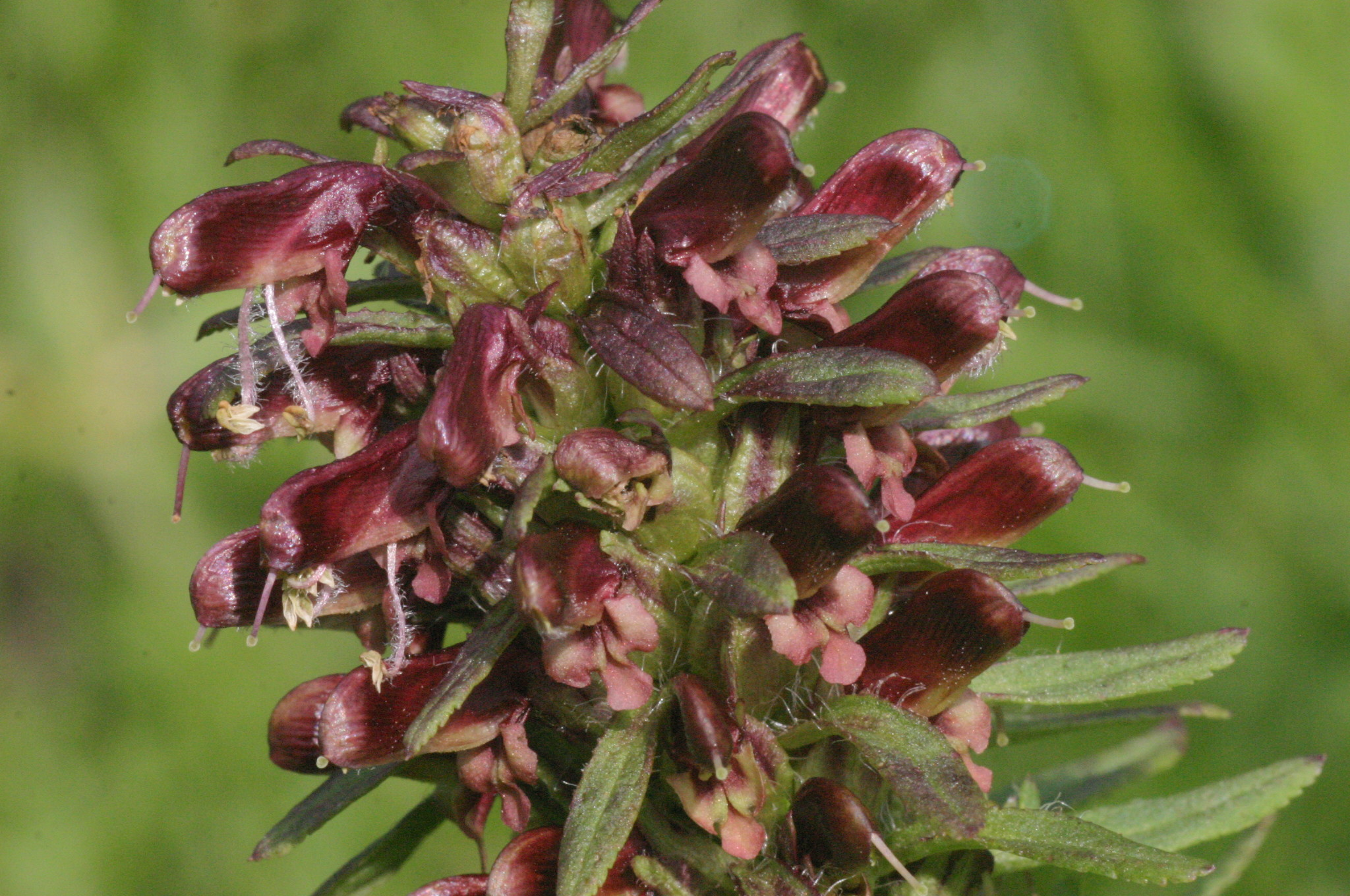
Infiorescenza

Le infiorescenze sono delle dense spighe con fiori subsessili. Alla base dei fiori sono presenti delle brattee fogliacee (simili alle foglie superiori).

### Fiore

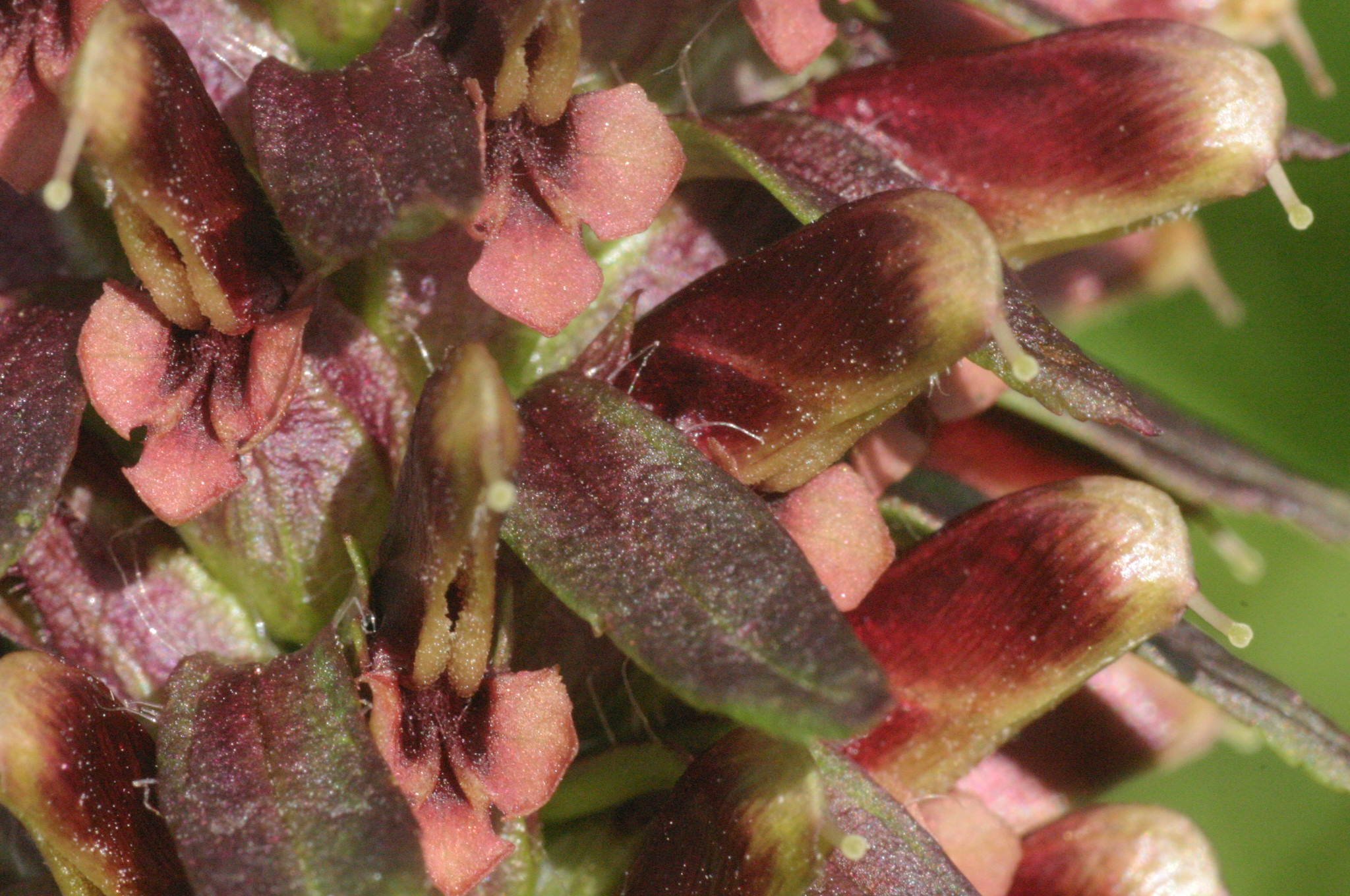
I fiori

I fiori sono ermafroditi, zigomorfi (del tipo bilabiato), tetrameri, ossia con quattro verticilli (calice – corolla - androceo – gineceo) e pentameri (la corolla e il calice sono a 5 parti). Lunghezza del fiore: 12 – 15 mm.
- Formula fiorale: per questa pianta viene indicata la seguente formula fiorale:

X, K (5), [C (2+3), A 2+2], G (2), (supero), capsula
- Calice:il calice è gamosepalo, con cinque brevi denti (la base del calice è tubolare). Dimensione del tubo del calice: larghezza 3 mm; lunghezza 5 mm. Lunghezza dei denti: 1 mm.
- Corolla: la corolla, a forma più o meno cilindrica, è gamopetala bilabiata a fauci aperte e apice arrotondato. Il labbro superiore della corolla è a forma di cappuccio; quello inferiore è patente con tre lobi più o meno uguali. Il colore della corolla è bruno-purpureo all'apice, e più chiara inferiormente.
- Androceo: l'androceo possiede quattro stami didinami (due grandi e due piccoli). I filamenti sono inseriti più o meno alla base della corolla e sono pubescenti nella parte superiore. Le antere, emergenti dalle fauci, sono strettamente unite da una fitta peluria. La maturazione del polline è contemporanea allo stigma.[11]
- Gineceo: l'ovario è supero formato da due carpelli ed è biloculare. Lo stilo inserito all'apice dell'ovario è del tipo filiforme; lo stigma è semplice ed è lievemente protruso oltre il cappuccio della corolla in modo da evitare l'auto-impollinazione.[11]
- Fioritura: da giugno a agosto.

### Frutti
Il frutto è una capsula loculicida bivalve a forma ovoidale-lanceolata (a maturità è lunga due volte il calice). I semi sono pochi a forma angolosa.

## Riproduzione
- Impollinazione: l'impollinazione avviene tramite insetti (impollinazione entomogama).
- Riproduzione: la fecondazione avviene fondamentalmente tramite l'impollinazione dei fiori (vedi sopra).
- Dispersione: i semi cadendo a terra sono dispersi soprattutto da insetti tipo formiche (disseminazione mirmecoria).

## Distribuzione e habitat

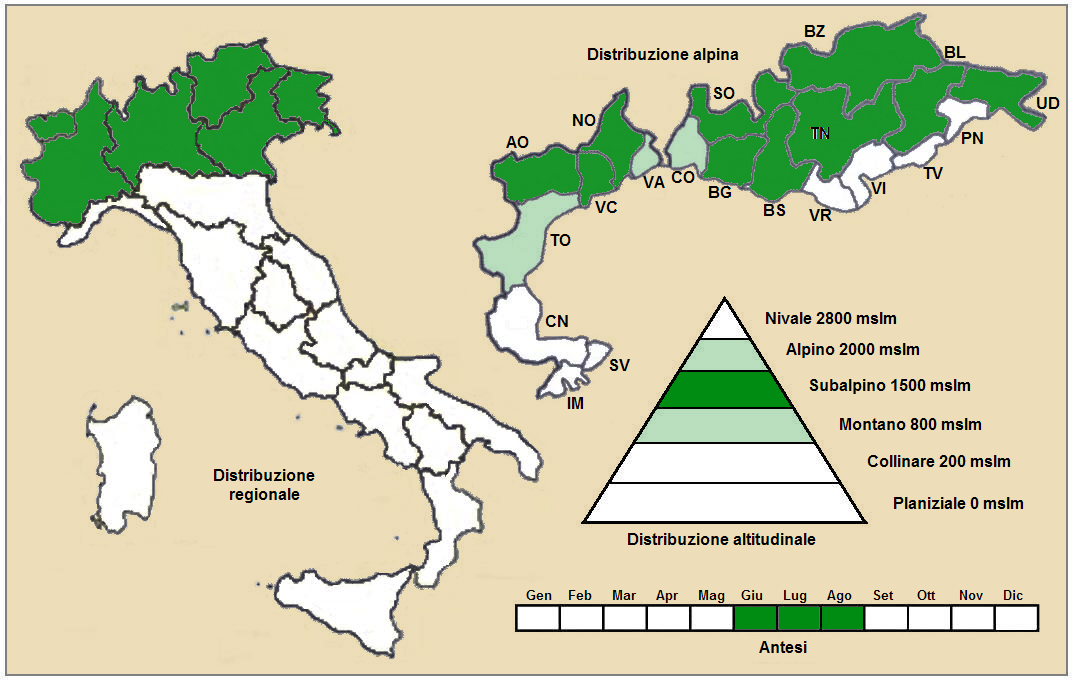
Distribuzione della pianta
(Distribuzione regionale – Distribuzione alpina)

- Geoelemento: il tipo corologico (area di origine) è Endemico - Alpico.
- Distribuzione: in Italia questa specie è rara ed è presente solamente nelle Alpi (settori centro orientali). Fuori dall'Italia, sempre nelle Alpi, questa specie si trova in Francia (dipartimenti di Savoia e Alta Savoia), in Svizzera (tutti i cantoni), in Austria (tutti i Länder) e in Slovenia.[13]
- Habitat: l'habitat tipico per questa pianta sono le sorgenti, i bordi dei torrenti, i cespuglieti subalpini; ma anche le praterie rase (anche rocciose) subalpine, i megaforbieti e i popolamenti a felci, gli ontaneti verdi e i saliceti subalpini. Il substrato preferito è calcareo ma anche siliceo con pH neutro, alti valori nutrizionali del terreno che deve essere umido.[13]
- Distribuzione altitudinale: sui rilievi queste piante si possono trovare da 1200 fino a 2200 m s.l.m.; frequentano quindi i seguenti piani vegetazionali: subalpino e in parte alpino e montano.

### Fitosociologia
Dal punto di vista fitosociologico Pedicularis recutita appartiene alla seguente comunità vegetale:
Formazione: delle comunità arbustive
Classe: Betulo carpaticae-Alnetea viridis
Ordine: Veratro-Salicetalia
Alleanza: Alnion viridis

## Tassonomia
La famiglia di appartenenza della specie (Orobanchaceae) comprende soprattutto piante erbacee perenni e annuali semiparassite (ossia contengono ancora clorofilla a parte qualche genere completamente parassita) con uno o più austori connessi alle radici ospiti. È una famiglia abbastanza numerosa con circa 60 - 90 generi e oltre 1700 - 2000 specie (il numero dei generi e delle specie dipende dai vari metodi di classificazione) distribuiti in tutti i continenti. Il genere Pedicularis comprende 400-500 specie (il genere più numeroso della famiglia con distribuzione quasi cosmopolita - manca in Africa e Australia) delle quali 23 sono presenti nella flora spontanea italiana.

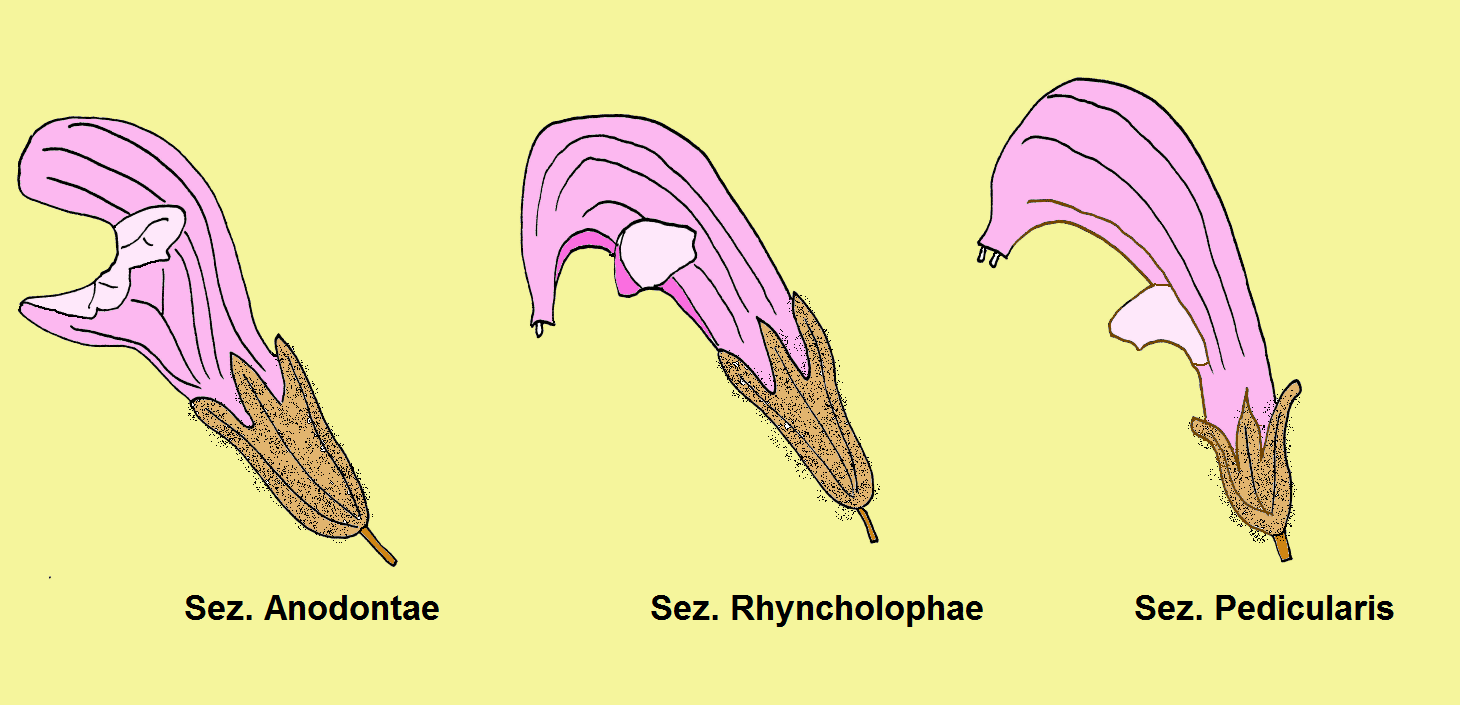
Le tre sezioni del genere

La classificazione del genere è difficile in quanto la forma del fiore è molto simile tra specie e specie; inoltre il colore della corolla nel secco è indistinguibile. Pignatti nella "Flora d'Italia" divide le specie spontanee della flora italiana in tre gruppi in base alla forma del labbro superiore (vedi il disegno):
- Sez. Anodontae: l'apice del labbro superiore della corolla è arrotondato (né rostrato e né dentato).
- Sez. Rhyncholophae: il labbro superiore della corolla è più o meno falcato e termina in un becco allungato.
- Sez. Pedicularis: il labbro superiore della corolla è provvisto di due dentini sotto la parte falcata.

La specie P. recutita appartiene alla sez. Anodontae.

### Filogenesi
Secondo una recente ricerca di tipo filogenetico la famiglia Orobanchaceae è composta da 6 cladi principali nidificati uno all'interno dell'altro. Il genere Pedicularis si trova nel quarto clade (relativo alla tribù Pedicularideae). All'interno della tribù il genere è in posizione "gruppo fratello" al resto dei generi della tribù.

### Variabilità
La specie di questa voce è abbastanza variabile. I caratteri soggetti a variabilità sono i seguenti:
tubo del calice: può essere glabro, oppure con peli sparsi sulle nervature;
nervature: in Carnia sono presenti popolazioni con nervature densamente pelose;
colore della corolla: può essere rosata.

## Altre notizie
La pedicolare troncata in altre lingue è chiamata nei seguenti modi:
- (DE)  Gestutztes Läusekraut
- (FR)  Pédiculaire tronquée